# Serghei Alexandrov
Serghei Alexandrov (russisch Сергей Михайлович Александров ‚Sergei Michailowitsch Alexandrow‘; * 15. Mai 1965 oder 22. Februar 1967) ist ein ehemaliger sowjetischer und moldauischer Fußballnationalspieler.
Alexandrov debütierte am 20. Mai 1992 im Freundschaftsspiel gegen die Auswahl Litauens. Dabei gelang ihm der Führungstreffer für Moldau. Im zweiten Länderspiel am 18. August 1992 gelangen ihm vier Treffer im Freundschaftsspiel gegen Pakistan, was bis heute immer noch Rekord für die meisten Tore in einem Länderspiel für die Auswahl Moldaus ist. Für die Nationalmannschaft bestritt Alexandrov sechs Länderspiele, wobei er fünfmal traf. Auf Vereinsebene spielte er zunächst in den unteren Ligen der Sowjetunion. Im Jahr 1991 wechselte er zum moldauischen Klub FC Bugeac Comrat, wo er in der Saison 1992 mit 13 Treffern Torschützenkönig wurde. Danach wechselte er zum libanesischen Klub al-Ansar aus Beirut. Im Sommer 1995 schloss er sich dem Hekmeh FC an. Im Jahr 1999 beendete er seine Laufbahn.

## Erfolge
- 1992: Torschützenkönig Divizia Națională